# La Jolla Shores

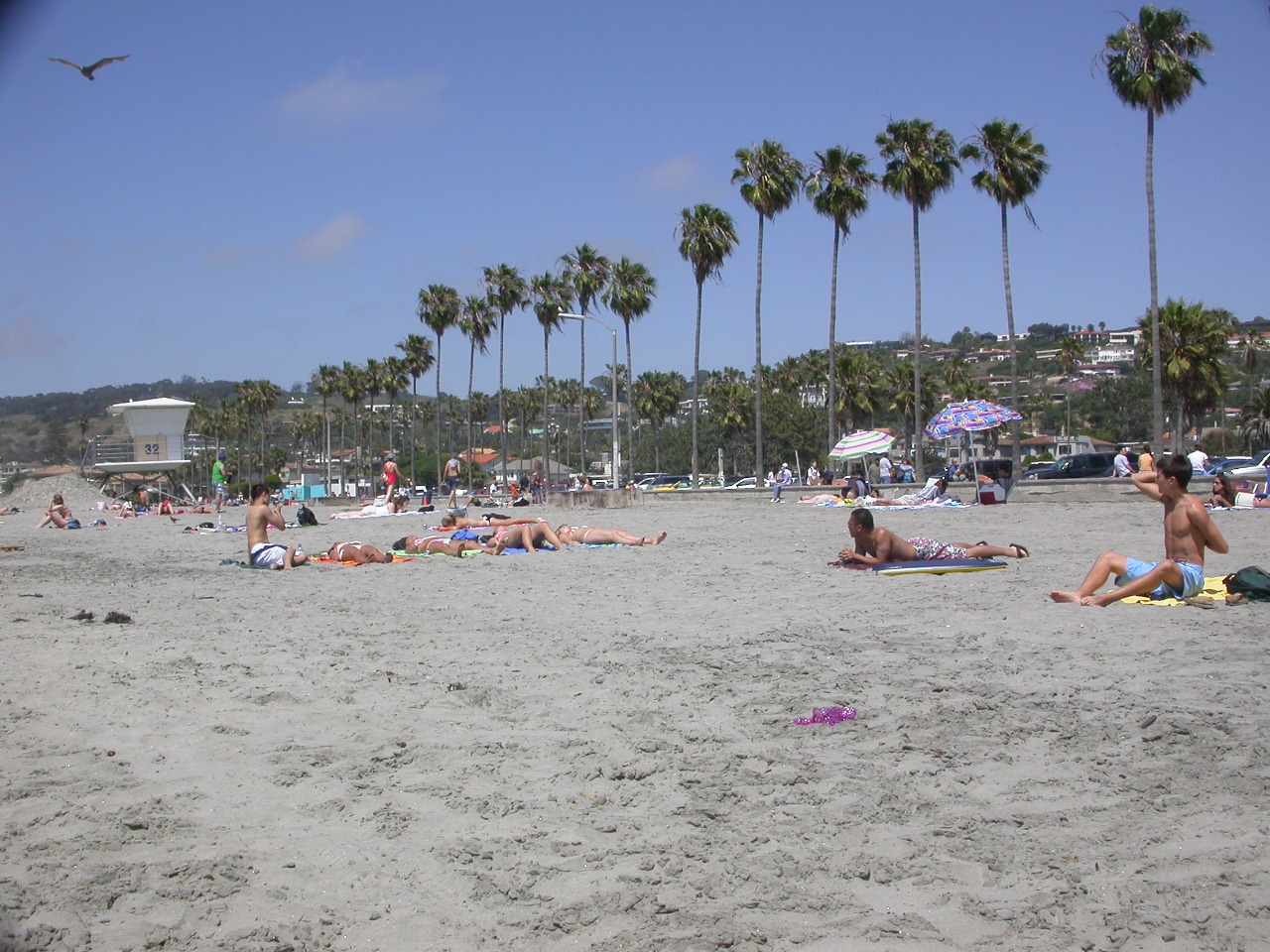
Stand und Wohngebiet La Jolla Shores

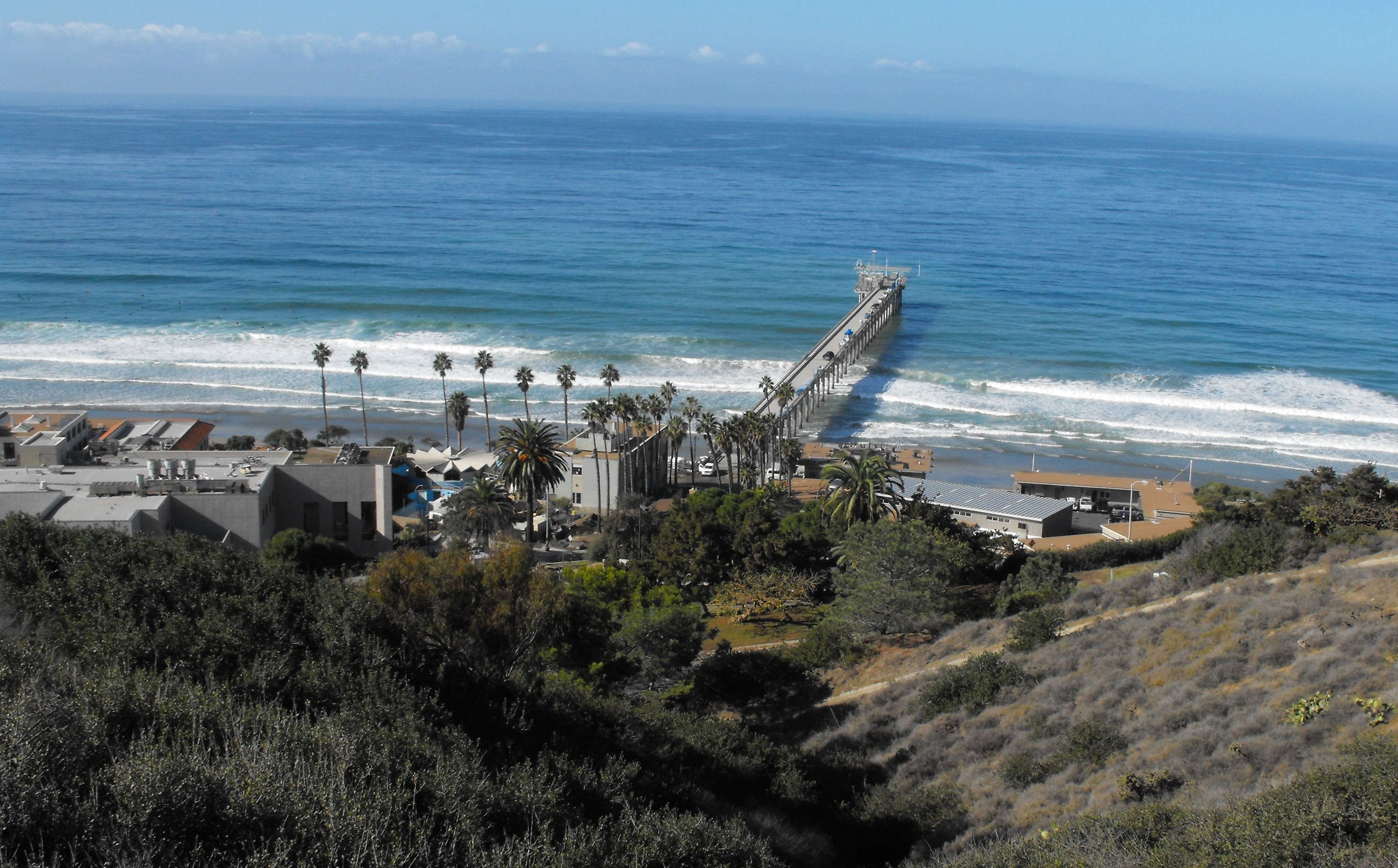
La Jolla Shores und Scripps Pier vom Birch Aquarium, Scripps Institution of Oceanography

La Jolla Shores ist ein Wohngebiet und ein Strandabschnitt im Stadtteil La Jolla von San Diego im US-Bundesstaat Kalifornien.

## Lage
Der etwa 1,6 Kilometer lange Strand befindet sich nördlich der Klippen von La Jolla Cove, Black’s Beach und der Innenstadt von La Jolla, südlich von Torrey Pines State Park. Der berühmte Pier des Scripps Institution of Oceanography befindet sich im Norden des La Jolla Shores. Das Wohngebiet La Jolla Shores befindet sich direkt östlich am Strand.

## Nutzung
Da die Wassertiefe an diesem Strandabschnitt nur langsam zunimmt, und die vorgelagerten Riffe die Wellen klein halten, ist der Strand ist ein beliebtes touristisches Ziel. Weiterhin ist er ein beliebter Startpunkt für Kajakfahrer und Taucher. Einige der Folgen der TV-Serie Beach Patrol wurden hier gedreht.

## San Diego-La Jolla Underwater Park

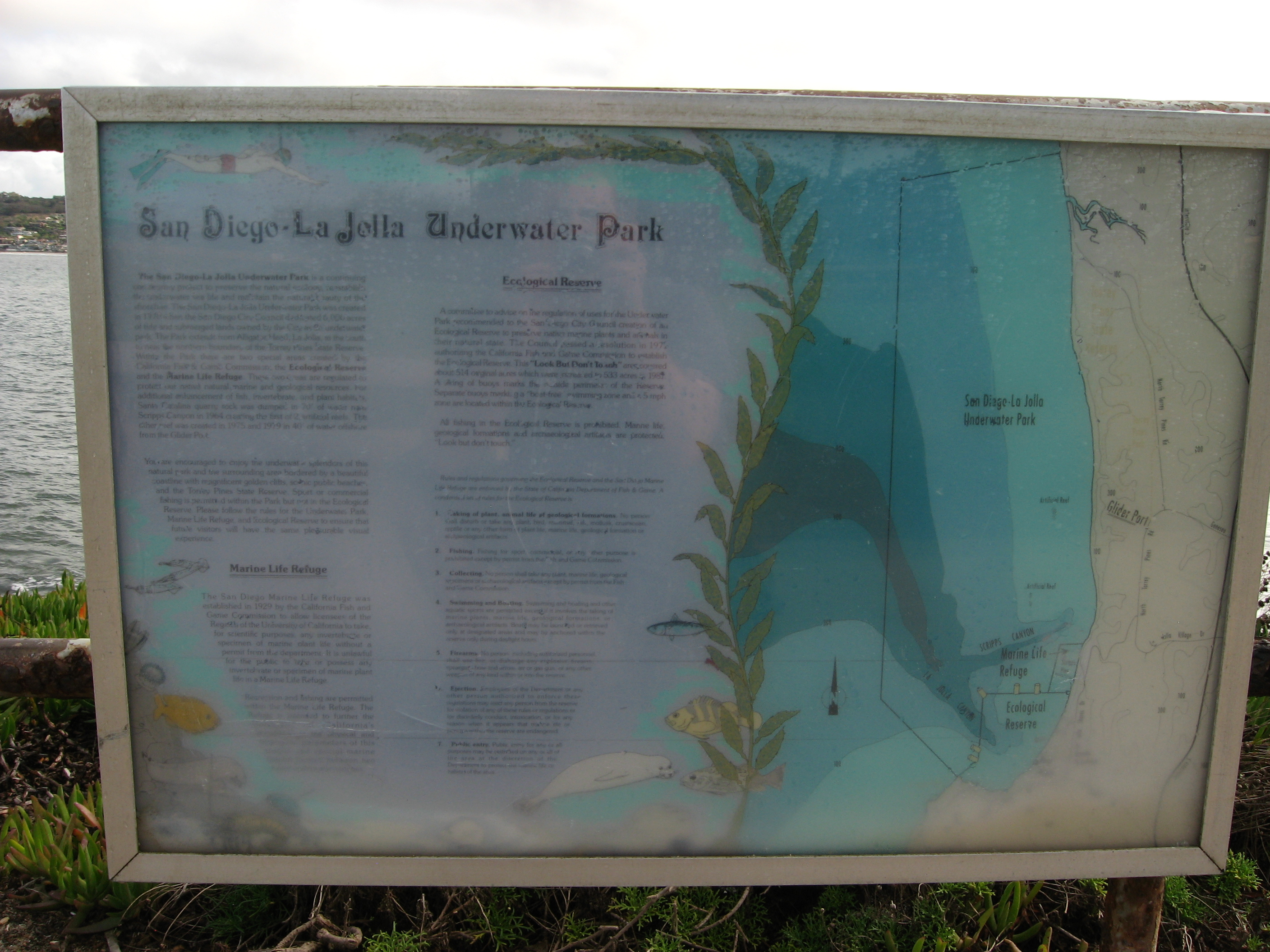
Informationstafel zum San Diego-La Jolla Underwater Park

Seewärts von La Jolla Shores befindet sich der San Diego-La Jolla Underwater Park, der im Norden bis zum Black’s Beach reicht. Er wurde 1970 gegründet und umfasst eine Fläche von etwa 24 Quadratkilometern Ozeanboden und Küste. Im Park befinden sich zwei künstliche Riffe, eines in 21 Meter, das andere in zwölf Metern Wassertiefe. Hinter dem Schelfhang steigt die Meerestiefe abrupt auf etwa 150 Meter an, im La Jolla Canyon werden sogar 180 Meter Tiefe in Küstennähe erreicht. An dieser Kante hat sich eine vielfältige marine Lebensgemeinschaft gebildet, auch Wale sind hier zeitweise vom Strand aus zu beobachten. An den äußeren Rändern des Hanges befinden sich ausgedehnte Tangwälder. Der Park ist das beliebteste Tauchgebiet für Schnorchler und Gerätetaucher im San Diego County.